# 1672
1672. је била проста година.

## Догађаји

### Јун
- 7. јун — Битка код Соул Беја

### Непознати датуми
- Арсеније III Црнојевић (1633 — 1706) је изабран за архиепископа пећког и патријарха српског.

## Смрти

### Фебруар
- 6. децембар —Јан II Казимир, пољски краљ